# ويليام بي. تايلور (سياسي)
ويليام بي. تايلور هو سياسي أمريكي، ولد في 1791 في فريدريكسبيورغ في الولايات المتحدة، وتوفي في 1863 في مقاطعة كارولاين في الولايات المتحدة. انتخب عضو مجلس نواب الولايات المتحدة عن ولاية فرجينيا ‏ وانتخب عضو مجلس النواب الأمريكي ‏.